# أكسيد الغاليوم الثلاثي
 أكسيد غاليوم ثلاثي مركب كيميائي له الصيغة Ga2O3 ، ويكون على شكل مسحوق بلوري أبيض .